# Frau mit Hunden

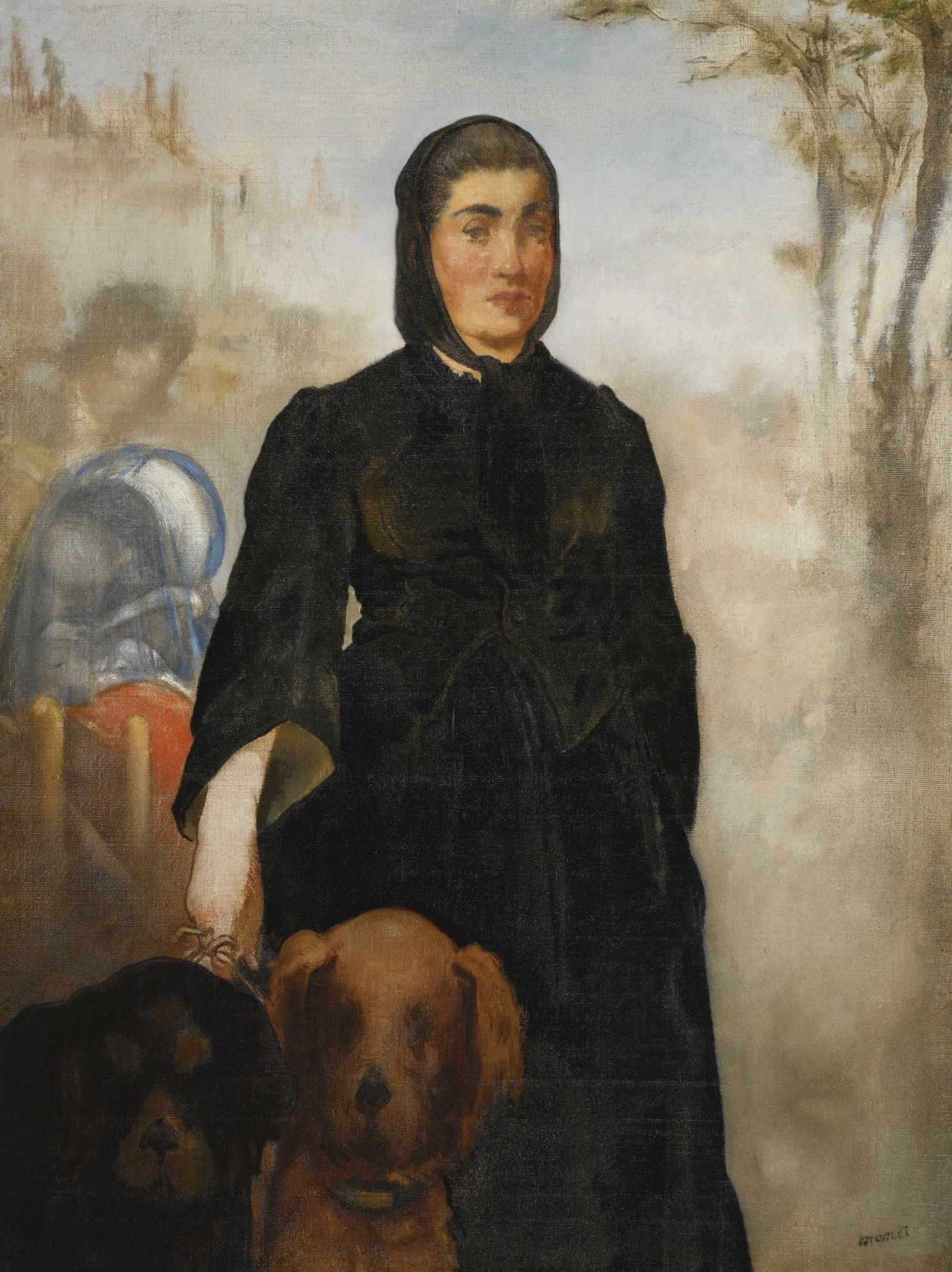
Frau mit Hunden
Édouard Manet, um 1862
96 × 74 cm
Öl auf Leinwand
Privatsammlung

Frau mit Hunden (französisch La femme aux chiens) ist ein um 1862 entstandenes Gemälde des französischen Malers Édouard Manet. Das 96 cm hohe und 74 cm breite, in Öl auf Leinwand gemalte Bild zeigt eine Frau mit zwei Hunden vor unbestimmtem Hintergrund. Das Gemälde gehört zum Frühwerk des Künstlers und ist von Werken der spanischen Malerei des Barock beeinflusst. Es befindet sich in einer Privatsammlung.

## Bildbeschreibung
Das Gemälde zeigt in der Bildmitte als Knieporträt eine stehende Frau mit zwei großen Hunden an ihrer rechten Seite. Ihr Körper erscheint in Frontalansicht leicht zum rechten Bildrand gedreht und ihr Blick richtet sich nach vorn zum Bildbetrachter. Die Frau ist ganz in Schwarz gekleidet. Zu einem langen Rock trägt sie eine passende, langärmelige Jacke, die vorn durch Knöpfe verschlossen ist. Den Kopf hat sie mit einem schwarzen Tuch bedeckt, dessen Enden unter dem Kinn gebunden sind. Unter dem Tuch zeigt sich ihr nach hinten gekämmtes dunkles Haar. Die Gesichtszüge hat Manet malerisch fein ausgearbeitet. Die Frau hat einen hellen Teint mit rötlichen Wangenpartien, ihre Lippen sind geschlossen und die Augen weit geöffnet. Während ihre linke Hand hinter dem Rücken verborgen ist, hält sie mit ihrer rechten Hand eine Hundeleine fest. Der aus dem weiten Jackenärmel herausragende rechte Arm geht gerade nach unten und ist ebenso wie die Hand nur skizzenhaft ausgeführt.
In der unteren linken Ecke befinden sich ein brauner und ein schwarzer Hund. Zu sehen sind vor allem ihre beiden großen Köpfe mit den langen hängenden Ohren, während ihre Körper weitestgehend vom unteren und vom linken Bildrand abgeschnitten sind. Die Hunde blicken wie die Frau zum Bildbetrachter. Am linken Bildrand neben dem Oberkörper der Frau steht ein Kinderwagen mit roter Decke über dem Korb und einem blauen Tuch über dem Verdeck. Schemenhaft ist dahinter die Silhouette einer leicht gebeugten Person zu erahnen. Im Hintergrund darüber befinden sich einige vertikale Pinselstriche, die möglicherweise Häuser einer Ortschaft andeuten. Hinter und oberhalb des Kopfes der Frau ist ein blauer Himmel zu sehen. Zwischen der Frau und dem rechten Bildrand gibt es einen unbestimmten Bereich in Grau- und Beigetönen, bei dem teilweise die Leinwand durchscheint. Aus dieser unfertig wirkenden Fläche ragt ein Baum hervor, dessen Äste und Blätter die obere rechte Ecke ausfüllen. Die Autorin Viola Hildebrand-Schat sieht in den unterschiedlich ausgeführten Bildbereichen eine „Diskrepanz von erzählerischer Genauigkeit und Andeutung“. Unten rechts ist in der Ecke die Signatur Manet zu lesen, die aber nicht vom Künstler stammt, sondern nach seinem Tod von seiner Witwe, Suzanne Manet, dort angebracht wurde.

## Ein Frühwerk mit spanischen Vorbildern
Das Gemälde Frau mit Hunden gehört zu Manets Frühwerk, wobei das genaue Entstehungsdatum nicht bekannt ist. Verschiedene Autoren, beispielsweise die Kunsthistorikerin Françoise Cachin, datierten das Bild auf das Jahr 1858, ohne jedoch hierfür eine Begründung zu geben. Für ein Entstehungsdatum um das Jahr 1862 sprechen Bezüge zu anderen Gemälden Manets und spanischen Vorbildern der Barockmalerei.
Im Zweiten Kaiserreich gab es eine regelrechte Spanienmode, die nicht zuletzt durch die aus Spanien stammende Kaiserin Eugénie ausgelöst wurde. Einen Höhepunkt bildete hierbei 1862 das Pariser Gastspiel einer Gruppe spanischer Tänzer vom Ballett der Madrider Oper. Manet malte noch im selben Jahr sowohl das Ensemble als auch Porträts einzelner Stars wie der Tänzerin Lola de Valence und des Tänzers Don Mariano Camprubi. Die im Gemälde Frau mit Hunden porträtierte Frau, deren Identität nicht bekannt ist, könnte mit der Gruppe der spanischen Tänzer nach Paris gekommen sein.
Ein weiterer Hinweis auf das mögliche Entstehungsjahr 1862 ist ein Gemälde aus der Werkstatt von Diego Velázquez. 1862 kaufte der französische Staat das Gemälde Philipp IV. als Jäger als eigenständiges Werk von Velázquez an und stellte es im Louvre aus (heute im Musée Goya, Castres). Es galt seinerzeit als Zweitfassung der gleichnamigen Version im Museo del Prado, inzwischen wird es der Werkstatt von Velázquez zugeschrieben. Manet bewunderte die spanische Malerei und besonders das Werk von Velázquez. In Frau mit Hunden scheint Manet das Motiv von Philipp IV. als Jäger zu adaptieren und in ein weibliches Pendant zu verwandeln. In beiden Bildern findet sich die porträtierte Person in der Bildmitte mit leicht gedrehtem Körper nach rechts, die linke Hand hinter dem Rücken, die rechte Hand nach unten gestreckt, Hund oder Hunde in der linken unteren Bildecke und Bäume als Hintergrundmotiv. Diese Ähnlichkeiten können zufällig sein, legen aber eine zeitliche Einordnung um das Jahr 1862 nahe.
Manets Auseinandersetzung mit der spanischen Malerei begann gegen Ende der 1850er Jahre mit Bildern wie Der Absinthtrinker, in dem ebenfalls Bezüge zu Arbeiten von Velázquez erkennbar sind. Im Gemälde Knabe mit Hund, das Manet um 1860 schuf, bezieht er sich eindeutig auf Bartolomé Esteban Murillo und nimmt  das Motiv von Frau mit Hunden vorweg.  Porträts von Spanierinnen finden sich neben der Lola de Valence beispielsweise in Spanierin mit schwarzem Kreuz (um 1865, Dallas Museum of Art) oder in Angelina (um 1860–64, Musée d’Orsay, Paris).

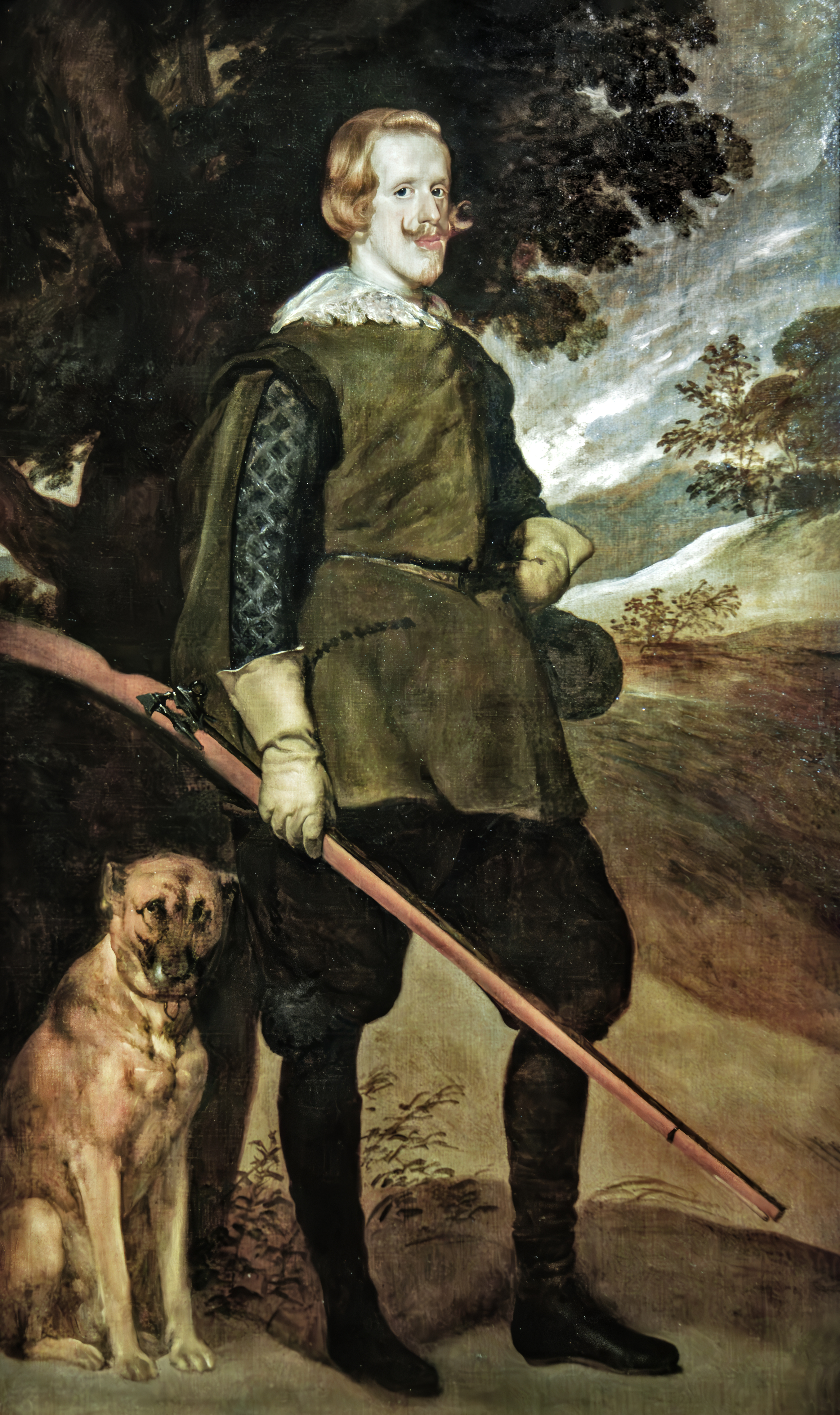
Diego Velázquez (Werkstatt): Philipp IV. als Jäger
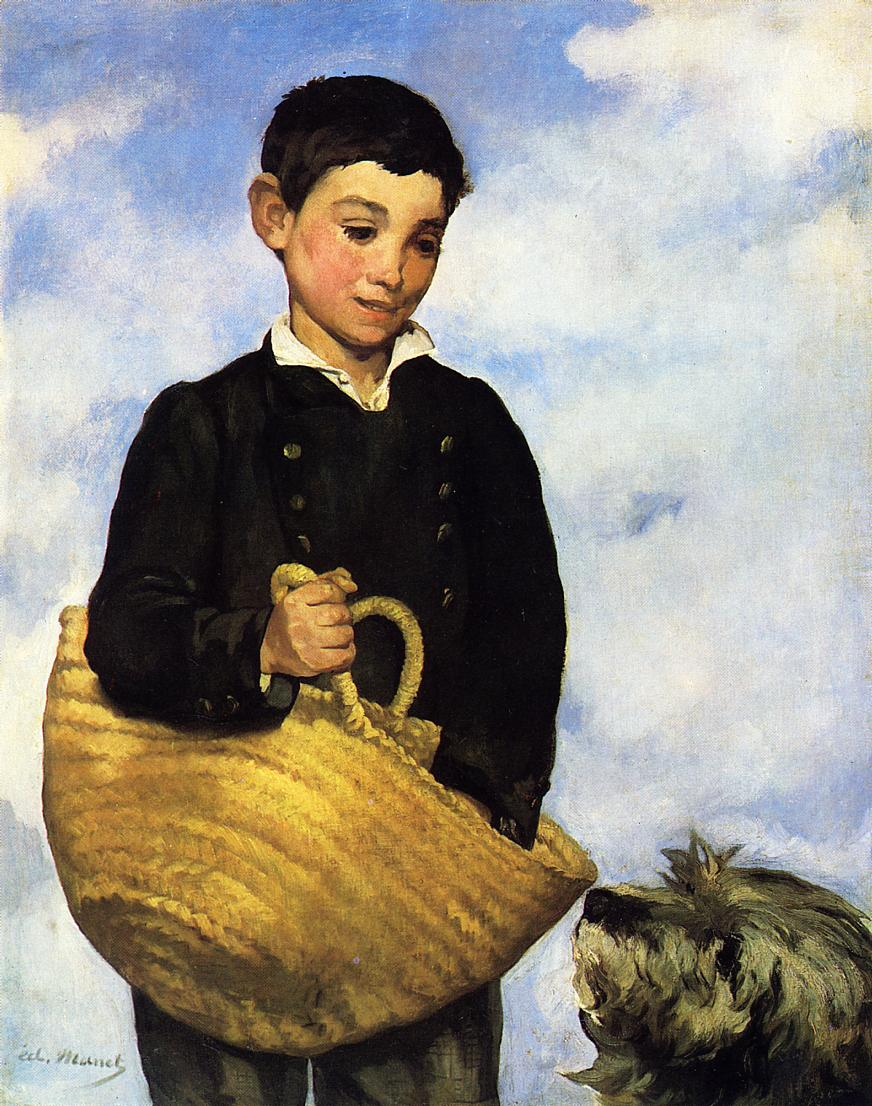
Édouard Manet: Knabe mit Hund
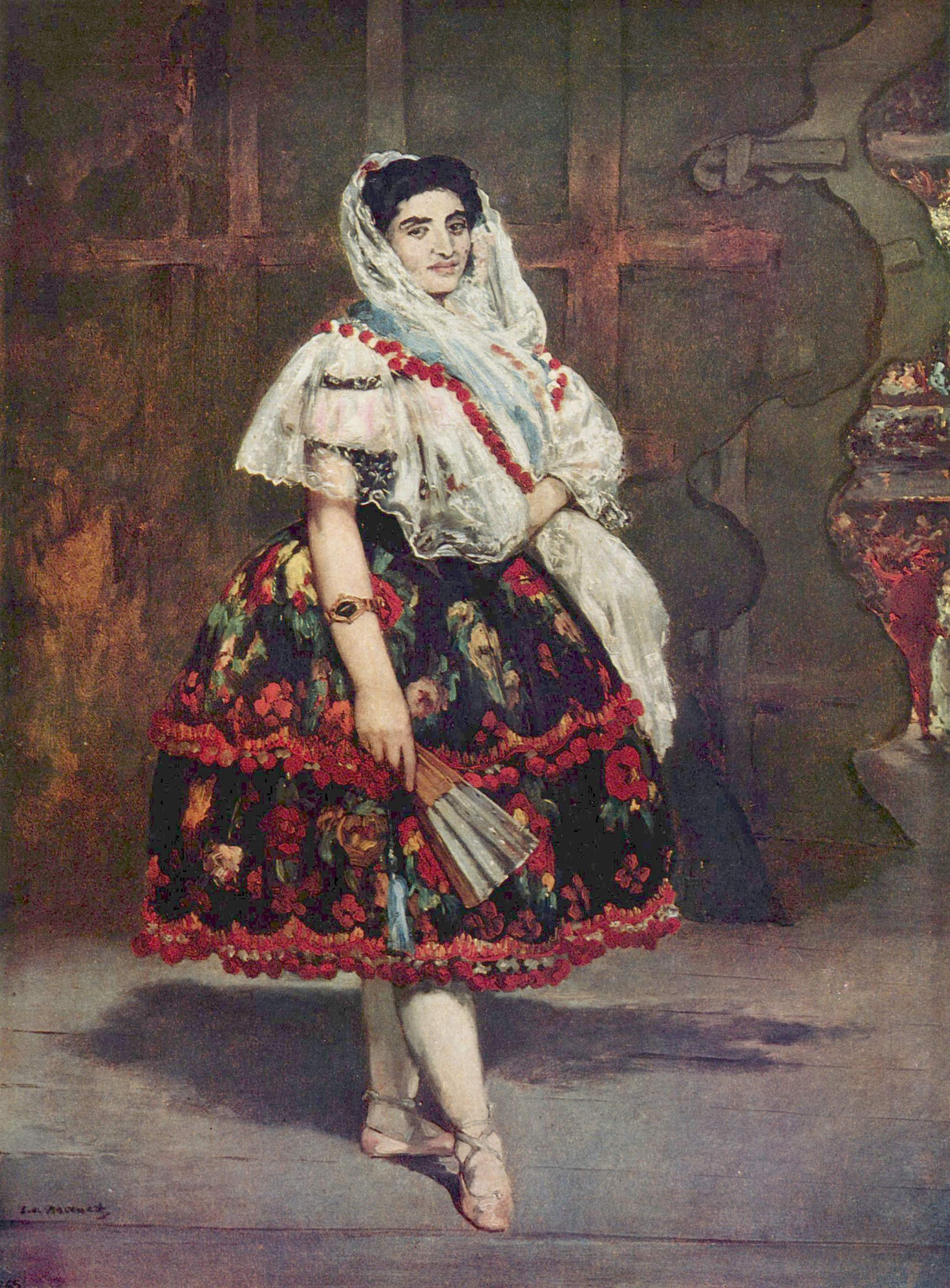
Édouard Manet: Lola de Valence
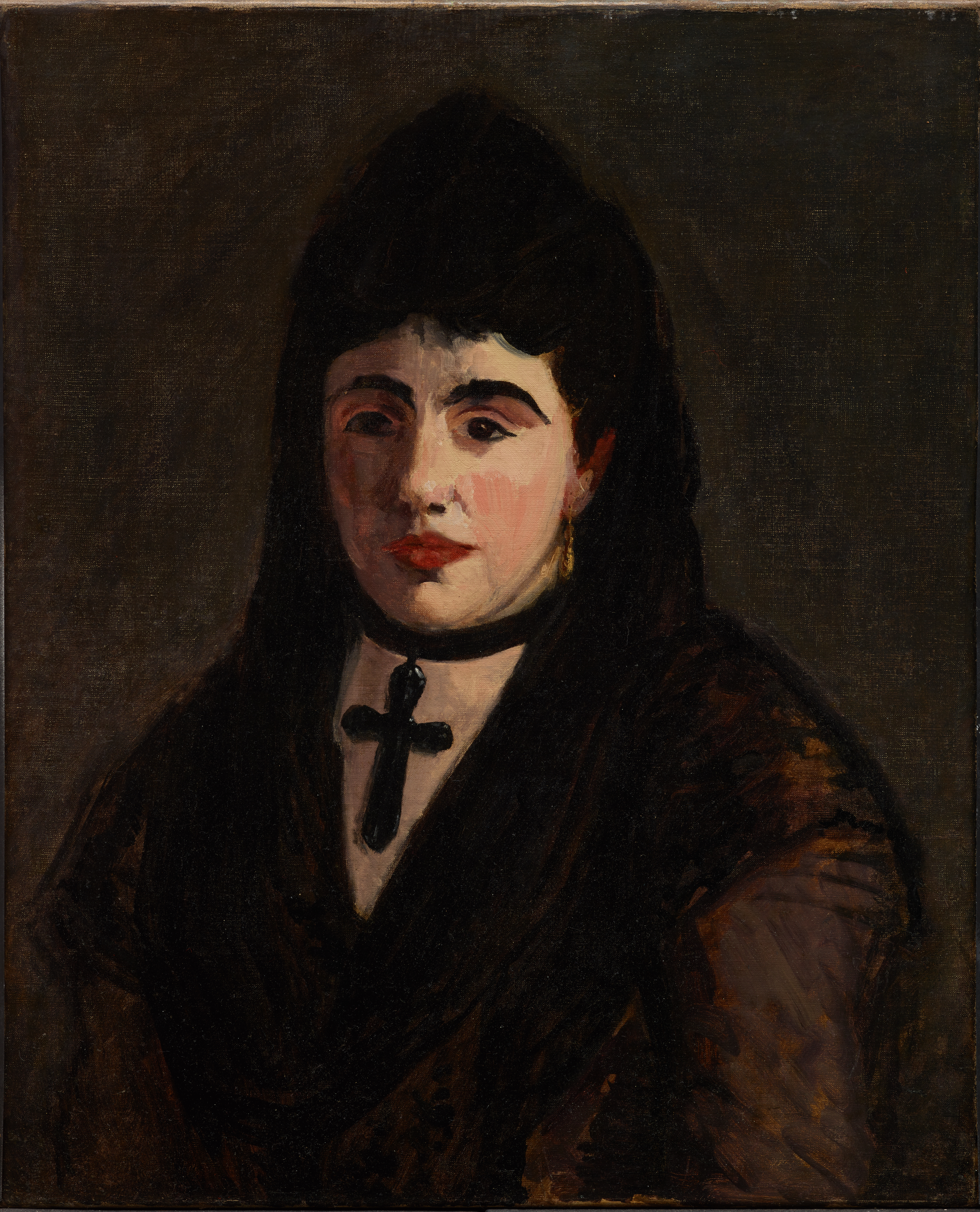
Édouard Manet: Spanierin mit schwarzem Kreuz
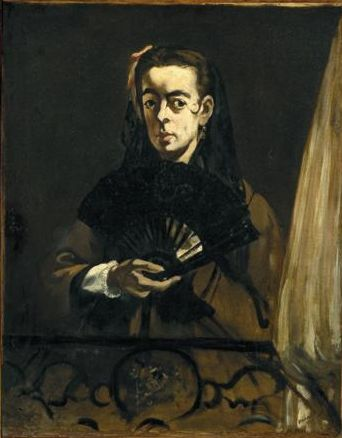
Édouard Manet: Angelina

## Provenienz
Das Gemälde Frau mit Hunden gehörte zu den Werken Manets, die sich nach seinem Tod 1883 in dessen Atelier befanden und von seinem Patenkind Léon Leenhoff inventarisiert wurden. Bei Manets Nachlassauktion am 4. und 5. Februar 1884 im Auktionshaus Hôtel Drouot kam es mit der Bezeichnung La femme aux chien zur Versteigerung und ging an den Pariser Händler und Sammler Gaston-Alexandre Camentron. Danach befand es sich in der Sammlung J. J. Cowan in Edinburgh. Anschließend ging es in die Vereinigten Staaten, wo es der Rechtsanwalt Frank Hadley Ginn aus Cleveland erwarb. Er stellte es 1929 als Leihgabe zur Ausstellung French Art Since Eighteen Hundred im Cleveland Museum of Art zur Verfügung. Nach seinem Tod 1938 erbte sein Sohn Francis Ginn das Bild. Dieser stellte das Bild 1948 der New Yorker Galerie Wildenstein für eine Manet-Ausstellung zur Verfügung. Als nächste Eigentümer sind das Sammlerpaar Mr. und Mrs. Louis Moorman aus San Antonio bekannt, die das Gemälde 1960 zur Ausstellung From Gauguin to Gorky im Museum of Fine Arts, Houston ausliehen. Die weiteren bekannten Besitzer waren 1967 John MacCamish und 1970 die New Yorker Galerie Hirschl & Adler. Anschließend befand sich das Bild in einer namentlich nicht bekannten amerikanischen Privatsammlung. Am 25. Juni 2001 kam das Gemälde im Londoner Auktionshaus Phillips zur Versteigerung und ging für 210.000 Pfund Sterling an einen unbekannten Bieter. 2007 geriet das Gemälde in die Schlagzeilen, als es Lawrence B. Salander, Inhaber der New Yorker Galerie Salander-O’Reilly, wegen Mietschulden an seinen Vermieter verpfändete und den angeblichen Wert des Bildes mit mehr als 10 Millionen US-Dollar angab. Nach dem Konkurs der Galerie ging das Bild 2010 in eine wiederum namentlich unbekannte Privatsammlung. Am 3. Februar 2016 kam das Gemälde in der Londoner Filiale des Auktionshauses Sotheby’s zu Versteigerung und erzielte dort einen Preis von 413.000 Pfund Sterling. Als neue Besitzerin trat wenig später die russische Sammlerin Inna Bazhenova in Erscheinung, die das Bild 2016 zur Ausstellung Manet – Sehen in Hamburg auslieh. Am 1. Juli 2022 kam das Bild in Zürich erneut zur Versteigerung. Im Auktionshaus Koller wurde das Gemälde dabei für 488.300 Schweizer Franken an einen unbekannten Bieter versteigert.